# Iglesia de los Santos Pedro y Pablo (Castell'Alfero)
La iglesia de los Santos Pedro y Pablo es la iglesia parroquial de Castell'Alfero, en la provincia y diócesis de Asti ; forma parte de la zona pastoral oriental.

## Historia

### Primeros siglos
En el Registro de iglesias de la diócesis de Asti de 1345, elaborado por el entonces obispo de Asti Arnaldo De Rosette, leemos que en la zona de Castell'Alfero había dos iglesias, ambas parroquiales: la del pueblo de Lissano y la del pueblo de Cassano.

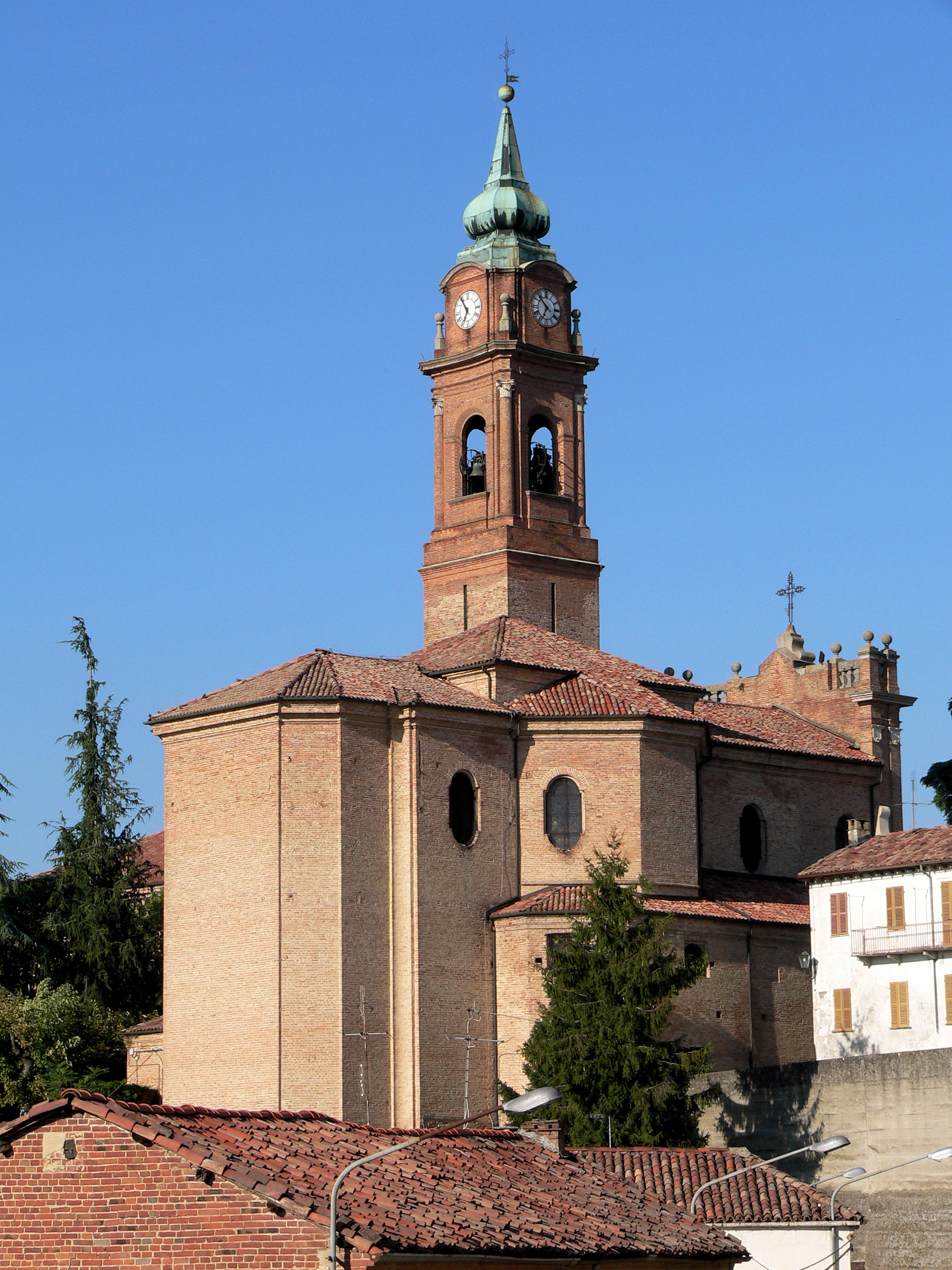
Ábside y campanario.

Del informe de la visita pastoral del obispo Domenico Della Rovere en 1570 aprendemos que las dos iglesias mencionadas se encontraban en muy malas condiciones y que la función parroquial la desempeñaba la iglesia de Santa Maria Assunta en la localidad. En aquella ocasión el prelado ordenó que se reparara la iglesia de Cassano reutilizando materiales del campanario derribado, que fue derribado por no ser seguro. En 1578 las dos parroquias pasaron a formar parte del vicariato forano de Castagnole Monferrato. En 1585, el delegado apostólico Angelo Peruzio, al realizar su visita, constató que las dos iglesias de Lissano y Cassano se encontraban todavía en condiciones precarias. En 1588, el obispo Francesco Panigarola ordenó que, si resultaba imposible renovar la iglesia de Lissano, habría que demoler el edificio y construir en su lugar una nueva capilla.

En 1619 el obispo Isidoro Pentorio realizó su visita pastoral y encontró que las dos iglesias no habían sido restauradas y aún se encontraban en pésimo estado.  Reiteró sus instrucciones de derribar y reconstruir el edificio  y unos años más tarde se construyó.

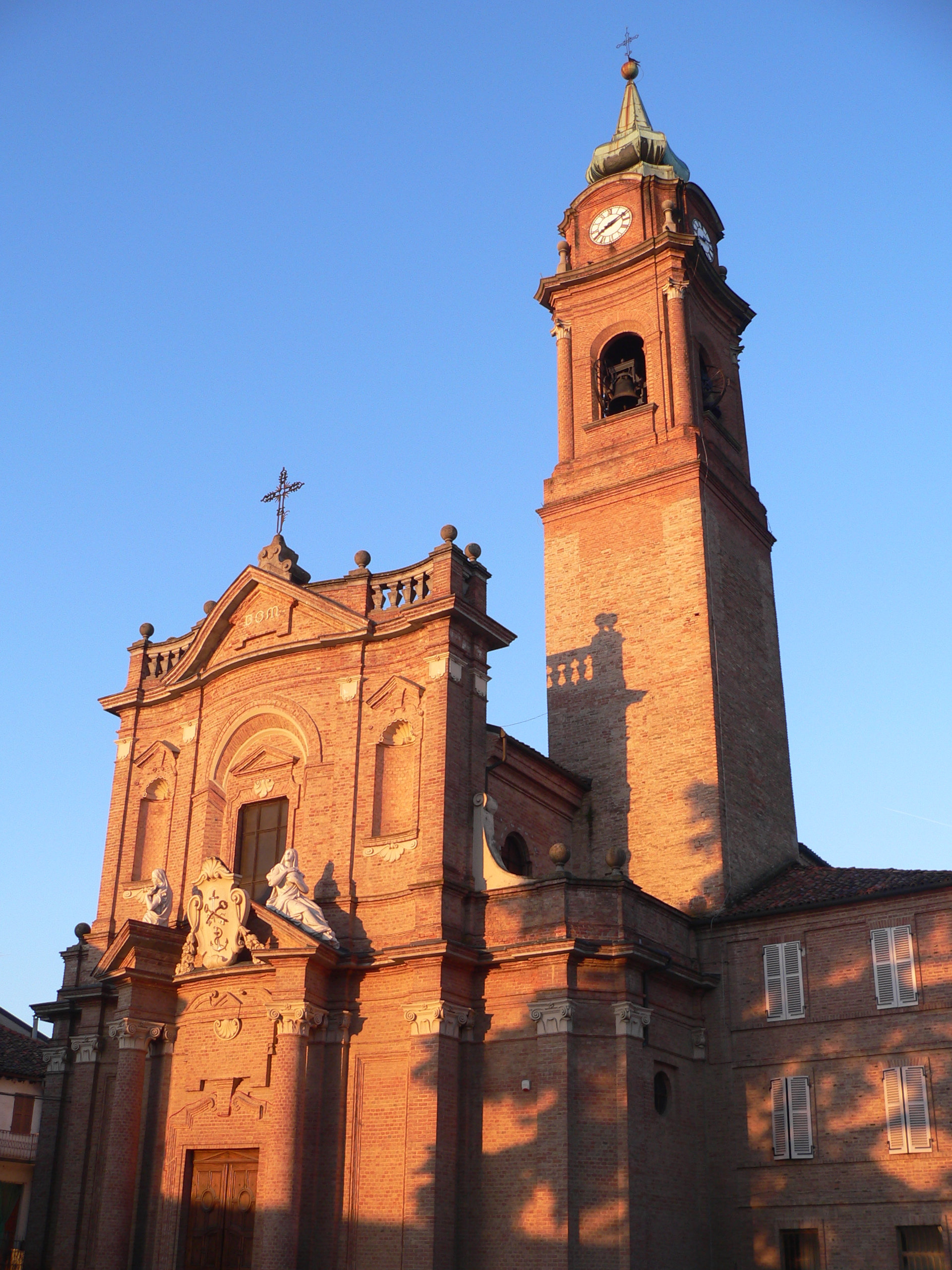
Iglesia y campanario al anochecer.

### DelsigloXVIII
El 13 de marzo de 1706, habiendo obtenido lo solicitado por el entonces párroco Don Giovanni Tommaso De Rolandis, las dos parroquias se fusionaron en una sola con sede en la citada iglesia de Santa María y los dos pequeños edificios se convirtieron en capillas rurales. sólo para ser destruido y ya no citado desde 1730. En 1710, el obispo de Asti, Innocenzo Milliavacca, observó que la iglesia, vieja, húmeda y oscura, necesitaba una restauración que se llevó a cabo en 1730.
El campanario fue construido en 1746, mientras que la nueva iglesia parroquial, diseñada por Benedetto Alfieri, fue construida en 1766 gracias a las donaciones de los fieles y la consagración fue celebrada en 1804 por el obispo Pietro Arborio Gattinara. En 1817 la iglesia pasó a formar parte del vicariato de Corsione.
En 1933 se amplió la estructura, alargándose la nave en 6,5 metros y construyéndose la nueva fachada, diseñada por el arquitecto turinés Gallo. En 1952 se levantó el campanario, alcanzando una altura de 46 metros.

## Descripción

### Exterior
La fachada de la iglesia se divide en dos registros; el inferior, marcado por pilastras, presenta el portal de entrada con dos columnas sobre las que están pintados dos escudos y que sostienen un tímpano roto, mientras que el superior, dividido en tres partes por pilastras, se caracteriza por dos hornacinas y una ventana a dos aguas inscrita en un arco abovedado todo sexto.  El campanario tiene, a la altura de la celda, una única ventana ojival a cada lado y en los cuatro ángulos de las columnas; está coronado por una cubierta en forma de cebolla.

### Organo
La iglesia está equipada con un órgano construido por la empresa turinesa Collino e Figli en 1862. Restaurado por la empresa Marin en 1977, el instrumento tiene cincuenta y seis teclas revestidas de ébano y hueso.